# 클래스 (컴퓨터 프로그래밍)
클래스(class, 어원: classification)는 객체 지향 프로그래밍(OOP)에서 특정 객체를 생성하기 위해 변수와 메소드를 정의하는 일종의 틀(template)이다. 객체를 정의하기 위한 메소드와 변수로 구성된다.
템플릿을 사용하면 객체를 분류할 때 멤버의 자료형을 미리 정하지 않고 객체를 사용할 때 결정할 수 있다. 이를 통해 클래스나 변수의 중복 정의를 하지 않아도 되므로 효율적으로 코딩이 가능하다.
객체는 클래스로 규정된 인스턴스로서, 변수 대신 실제값을 가진다.
클래스는 OOP를 정의하는 개념 중 하나인데, 클래스에 대한 중요한 몇가지의 개념들은 다음과 같다.
클래스는 전부 혹은 일부를 그 클래스 특성으로부터 상속받는 서브클래스를 가질 수 있으며, 클래스는 각 서브클래스에 대해 수퍼클래스가 된다.
서브클래스는 자신만의 메소드와 변수를 정의할 수도 있다.
이러한 클래스와 그 서브클래스 간의 구조를 클래스 계층이라 한다.

## C++에서 예
다음은 C++에서 클래스의 예시다.
```
#include
 
<iostream>

using
 
namespace
 
std
;

class
 
A
 
{

    
private
:

    	
int
 
n
;

    
public
:

    	
A
(
int
 
n
 
=
 
0
);
   
// 생성자 - 주로 객체의 상태(멤버변수 등)의 초기설정 등을 담당한다.

    	
~
A
();
           
// 소멸자 - 객체 종료 시 필요한 조치를 취한다. 동적 변수 등의 제거를 하는 경우.

    	
void
 
SetN
(
int
 
n
);

    	
int
 
GetN
();

};

A
::
A
(
int
 
n
)
 
{

	
this
->
n
 
=
 
n
;

}

A
::~
A
()
 
{

}

void
 
A
::
SetN
(
int
 
n
)
 
{

	
this
->
n
 
=
 
n
;

	
return
;

}

int
 
A
::
GetN
()
 
{

	
return
 
n
;

}

int
 
main
()
 
{

	
A
 
a
;

	
cout
 
<<
 
a
.
GetN
()
 
<<
 
"
\n
"
;

	
a
.
SetN
(
10
);

	
cout
 
<<
 
a
.
GetN
()
 
<<
 
endl
;

	
return
 
0
;

}

```

결과:
```
0

10

```

## C# 에서의 예
```
using
 
System
;

namespace
 
Main
 
//클래스를 정의하기 위해 네임스페이스를 지정한다.

{

  
class
 
Program
 
//클래스를 정의한다.

  
{

   
static
 
void
 
Main
(
string
[]
 
args
)
 
{
 
//메소드를 지정한다. 이것은 메인메소드로 , 모든 C# 코드에 필수적이라고 할 수 있다.

      
Console
.
WriteLine
(
"Hello World"
);
 
// Hello World를 콘솔에 출력한다.

    
}

  
}

}

```

결과 :
```
Hello World
```

## 같이 보기
- C++
- 표준 템플릿 라이브러리(STL)